# San Miguel Jaltocan
San Miguel Jaltocan, en ocasiones escrito Xaltocan, es una población mexicana del municipio de Nextlalpan en el Estado de México. Está ubicada al norte de la Ciudad de México y al oriente del pueblo de Santa Ana Nextlalpan. Es una localidad urbana y la tercera más poblada del municipio, según el censo de 2010 tiene una población de 3681 habitantes. Fue un asentamiento prehispánico de gran importancia en el periodo posclásico, era un altépetl sobre una isla pequeña del gran Lago de Texcoco, actualmente es una colonia administrada por usos y costumbres y está ubicado a un costado del Aeropuerto Internacional Felipe Ángeles.

## Toponimia
San Miguel Jaltocán o el pueblo de Jaltocán, está identificado oficialmente con un glifo topónimo de origen prehispánico derivado del Códice Mendocino, en la matrícula de tributos, que denomina la ubicación del altépetl indígena de Xaltocan al norte de México-Tenochtitlán, su significado es de origen náhuatl y se traduce como Lugar de arañas en la arena.
Existe otra teoría de que el nombre deriva del náhuatl Xaltozan, que se traduce como Lugar de las tuzas de arena, como xalli= arena y tozan= tuza o topo. El cual es más probable que este sea el topónimo correcto debido a la abundancia de estos roedores.
El patrónimo de San Miguel se obtuvo con la llegada y establecimiento de los colonizadores, durante la fundación de la parroquia de San Miguel, por parte de los franciscanos, la localidad fue encomendada al santo patrón de San Miguel Arcángel.

## Geografía
San Miguel Jaltocán se encuentra en la parte más desértica de la Región Zumpango, debido a que su suelo formaba parte del lago de Texcoco y al desecar dicho lago se formó el desierto. La localidad está en una gran planicie con escasos desniveles. El punto más alto es un pequeño montículo llamado el Calvario el cual era parte de un islote antiguo junto con el templo de San Miguel Arcángel.

## Cultura y Patrimonio
- Parroquia de San Mguel es uno los monumentos más importantes de esta colonia  de Xaltocán, está localizado en la plaza principal, es una construcción barroca que pertenece al Obispado de Cuautitlán.